# Zorba, a hutt visszavág
A Zorba, a hutt visszavág Paul és Hollace Davids 1992-ben írt, a Csillagok háborúja világában játszódó regénye. A Jedi Prince sorozat harmadik kötete. Az első kötet címe Darth Vader kesztyűje.
A Zorba, a hutt visszavág középpontjában Han Solo áll, aki a házasság gondolatával foglalkozva házat épít Felhővárosban, és titkon Leia hercegnő miatt kesereg. Bár a sztori főként Han Solo szerelmi ügyeivel foglalkozik, éles kontrasztként vágódik el a készülődő gonosz erők hatalma, név szerint Zorba. A hutt, aki fia látogatására készülődik, hamarosan megtudja hogy Jabba már régóta halott mert Leia hercegnő a múltban végzett vele. A zord bosszúra áhítozik; és célja érdekében minden elképzelhető fegyvert bevetne.

## Cselekmény
"Han Solo végre befejezte hatalmas vállalkozását! Az égi csoda a helyén van, ott lebeg valahol a felhők rejtekében…"
Luke Skywalker, a jedi, Ken a jediherceg, két apró robot, és... Mi van ha lesz még egy droid?
Hát, igen, Ken, a tizenkét éves fiú felveti, hogy a rendetlen Han és szőrös másodpilótája Csubakka számára szereznek be egy droidot, ráadásul nem is akármilyet, hanem egy takarító robotot.

## Magyarul
- Paul Davids–Hollace Davids: Zorba, a Hutt visszavág. Star wars. Harmadik könyv; ford. Trethon Judit; King, Bp., 1994